# Giacomo Facco
Giacomo Facco, conocido en España como Jaime Facco o Jacome Facco (Marsango, Campo San Martino, 4 de febrero de 1676 – Madrid, 16 de febrero de 1753) fue un compositor y violinista oriundo de la provincia de Padua.

## Trayectoria
Su trayectoria artística está vinculada con la familia Spinola. Giacomo le dedicó 5 obras compuestas en Sicilia según libretos los conservados. La primera es la serenata Augurio di vittorie alla Sacra Real Maestá di Filipo Quiento, gran Monarca delle Spagne. La segunda es un diálogo La contesa tra la pietà e l'íncredulità decisa da María Vergine, y aparte 3 óperas tituladas Le regine di Macedonia libreto del abad Nicola Merlino, I rivali generosi, libreto de Apostolo Zeno y Penélope la casta texto de Matteo Noris; representadas en el teatro della Munizione de Mesina en los años 1710, 1712 y 1713 respectivamente. Además compuso 6 cantatas, recuperadas y editadas en 1989.

## Establecimiento en España
Hacia 1719, Facco abandona Italia y se va a la España de Felipe V. Poco antes había compuesto y publicado su obra instrumental más famosa dedicada a Carlos Felipe Spínola, marqués de los Balbases y virrey de Sicilia, que regresó a España con la guerra de Sucesión. Se trata de 12 conciertos para cuerda, que publicó Roger y Le cene en 1719 en Ámsterdam, titulada Pensieri Adriarmonici, con clara referencia del compositor a sus orígenes vénetos.
En el año 1720, Facco ingresó en la corte española, y al poco tiempo fue nombrado maestro de la Capilla Real, convirtiéndose en el profesor de música de los tres hijos de Felipe V, coronados sucesivamente bajo los nombres de Luis I, Fernando VI y Carlos III. En este periodo compuso para la escena Las amazonas de España (1720), considerada la primera ópera ‘en la música italiana y en la lengua castellana’, y Amor es todo invención. Jupiter y Amphitrion (1721), un ‘melodrama al estilo italiano’, ambas en colaboración con el dramaturgo José de Cañizares; la música de Fieras afemina amor (1724), adaptación de la comedia calderoniana con libreto de Alejandro Rodríguez; así como la de la loa que precedió a Amor aumenta el valor (1728) y la música del tercer acto de esta ópera, mientras que José de Nebra y Filippo Falconi se habrían ocupado del primer y segundo acto.
La suerte del músico parece cambiar a partir del viaje del príncipe Carlos a Nápoles en 1731, coincidiendo con la hegemonía en la corte de Carlo Broschi "Farinelli", los documentos de palacio muestran a Facco como inactivo musicalmente, aunque debió continuar siendo violinista de la Real Capilla.